# Piotr Pankanin
Piotr Jerzy Pankanin (ur. 16 kwietnia 1948 w Złotowie, zm. 16 listopada 2022 w Warszawie) – polski chemik, polityk, senator II kadencji, poseł na Sejm II kadencji.

## Życiorys
Syn Jana i Kornelii. W 1975 ukończył studia na Wydziale Matematyczno-Fizyczno-Chemicznym Uniwersytetu Mikołaja Kopernika w Toruniu. Był zatrudniony jako chemik w służbach ochrony środowiska oraz przez kilka lat jako dziennikarz rozgłośni Polskiego Radia w Bydgoszczy. W 1980 wstąpił do Niezależnego Samorządnego Związku Zawodowego „Solidarności”. Od 1990 do 1994 był radnym Bydgoszczy, od 1991 ponadto pełnił funkcję wiceprezydenta miasta. W 1991 został wybrany na senatora II kadencji z ramienia „Solidarności” z województwa bydgoskiego. W 1993 uzyskał mandat posła na Sejm II kadencji z listy Unii Pracy z okręgu bydgoskiego, który wykonywał do 1997. W 1998 odszedł z UP, przechodząc wraz z m.in. Zbigniewem Bujakiem do Unii Wolności. W tym samym roku został dyrektorem biura zarządu Polskiej Wytwórni Papierów Wartościowych, a w 1999 pełnomocnikiem zarządu. W latach 2011–2016 był członkiem zarządu PWPW. Wchodził w skład rady programu Mistrz Mowy Polskiej.
Został pochowany na cmentarzu Wojskowym na Powązkach.

## Odznaczenia
W 2012 otrzymał Złoty Krzyż Zasługi.